# 上海动物园

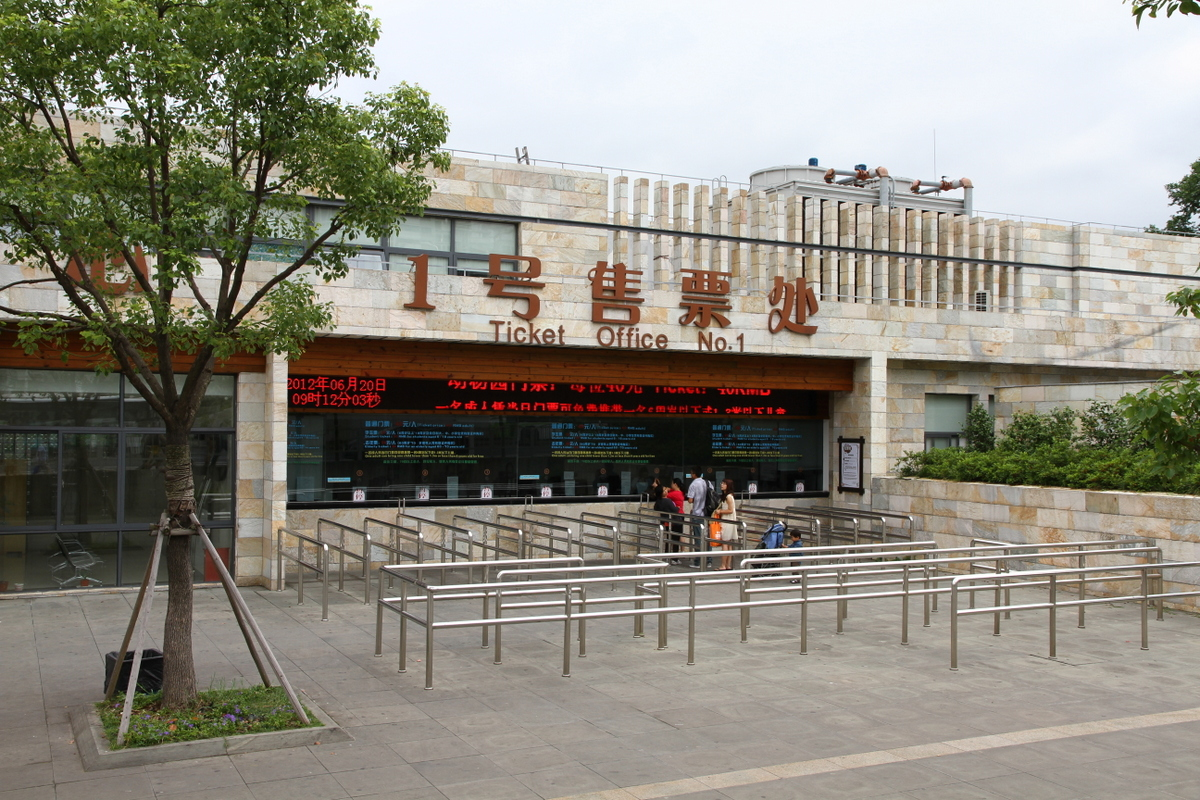
售票处

上海动物园位于上海市长宁区虹桥路2381号，紧邻上海虹桥国际机场，原名西郊公园，因地处当时上海市西郊区故名，至今仍有许多上海市民习称其为西郊公园。上海动物园属于国家级大型动物园，占地面积74.3万平方米，饲养展出动物的馆舍面积有47237平方米。
上海动物园饲养展出的珍稀野生动物共计620多个种类，数量超过7000只，其中不光有中国特产的大熊猫、金丝猴、花孔雀、华南虎等动物，还汇集了世界各地的代表性动物，如非洲的黑猩猩、长颈鹿，澳洲的袋鼠，南极的企鹅。种类繁多令人目不暇接。
上海动物园除了展出大量名贵动物以外，为了营造与动物相适应的生态环境还种植了大片植物。上海动物园共有绿化面积49.82万平方米，拥有10万平方米的开阔大草坪，园内种植600多种10万余株树木。园内还有大面积的天鹅湖，碧波粼粼美化了周围地区的自然环境。
上海动物园自1954年开园以来共接待海内外来宾1亿5千多万人次。

## 大事记
- 1900年，英国人开设了裕泰马房，占地1.3公顷。
- 1914年，太古洋行、汇丰银行等8家英商购下裕泰马房
- 1916年，改建成为高尔夫球场俱乐部虹桥高球总会（Hung-Jao Golf Club）
- 1953年3月20日，外交部批准上海市人民政府外事处收回高尔夫球场
- 1954年5月25日，为纪念上海解放五周年，定名为西郊公园
- 1959年，为庆祝建国10周年、建园5周年，开挖了天鹅湖、建成了狮虎山、熊猫岭、鹿苑和百花厅。公园面积扩大到70公顷
- 1980年1月1日，上海西郊公园正式改名为上海动物园
- 1995年9月22日，时任上海市市长的徐匡迪为上海动物园题写园名
- 2017年，上海动物园生存着一种以前从未被记载过的小甲虫[1]，经过上海师范大学和上海动物园研究人员的鉴定，被正式命名为“西郊公园毛角蚁甲”。[2]同年3月，学术论文正式刊登在国际动物学权威期刊《动物阶元》。[3]
- 2023年2月2日，上海動物園一名工作人員證實園區內有一隻幼虎溺亡。[4]
- 建于1992年的上海动物园摩天轮于2024年1月1日起停运。[5]11月26日，摩天轮开始箱体部分的结构拆除工作，20天左右拆除完毕。[6]

## 图片

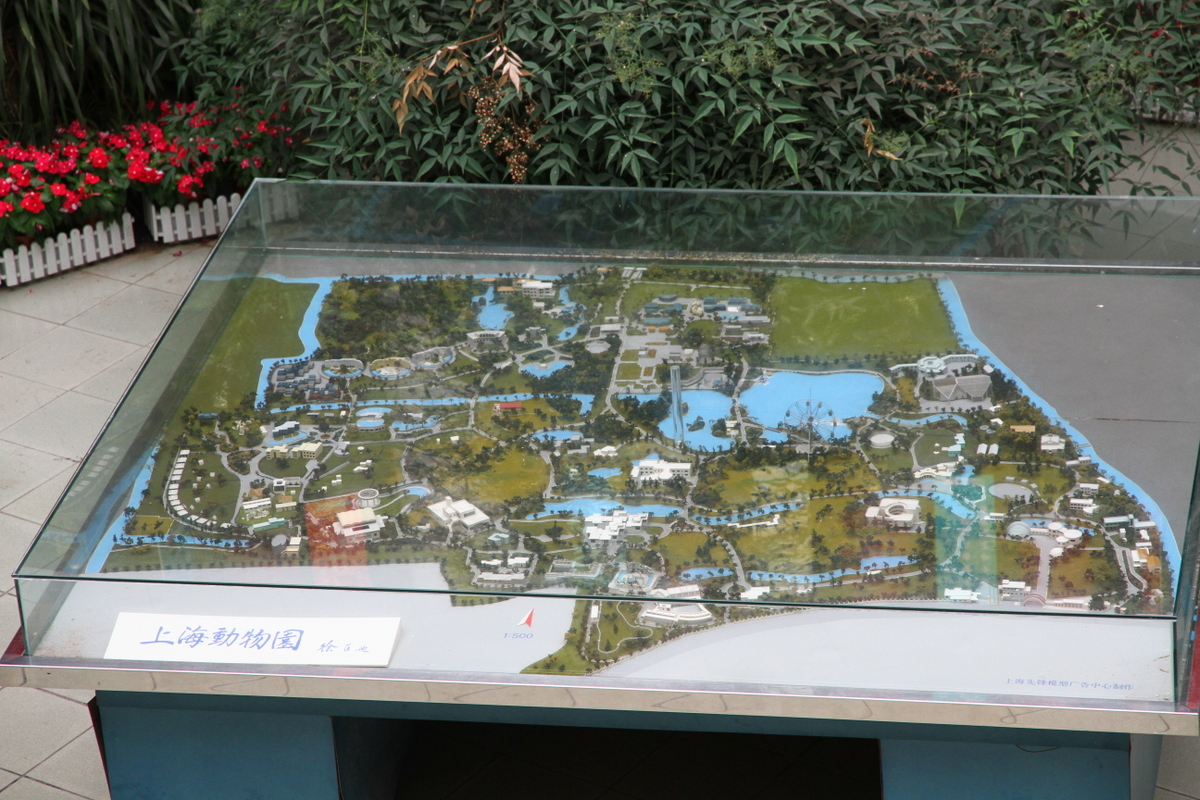
公园模型
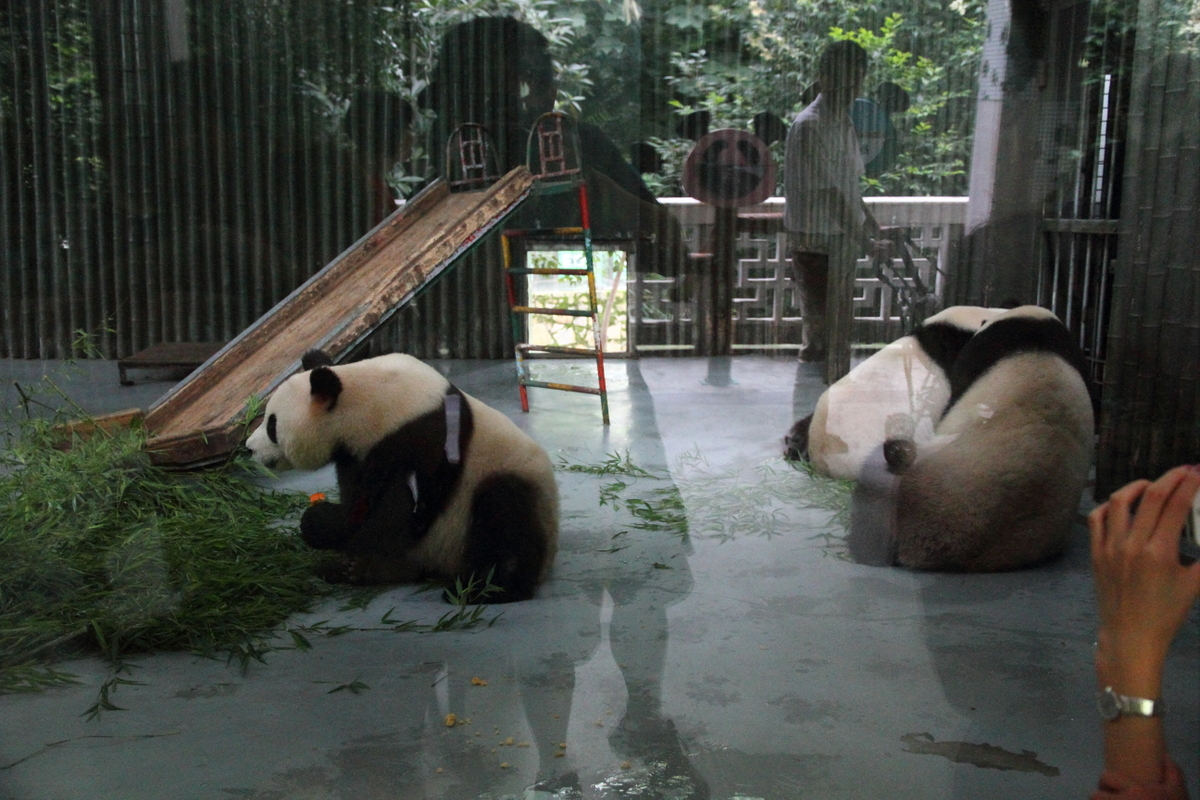
动物园里的大熊猫
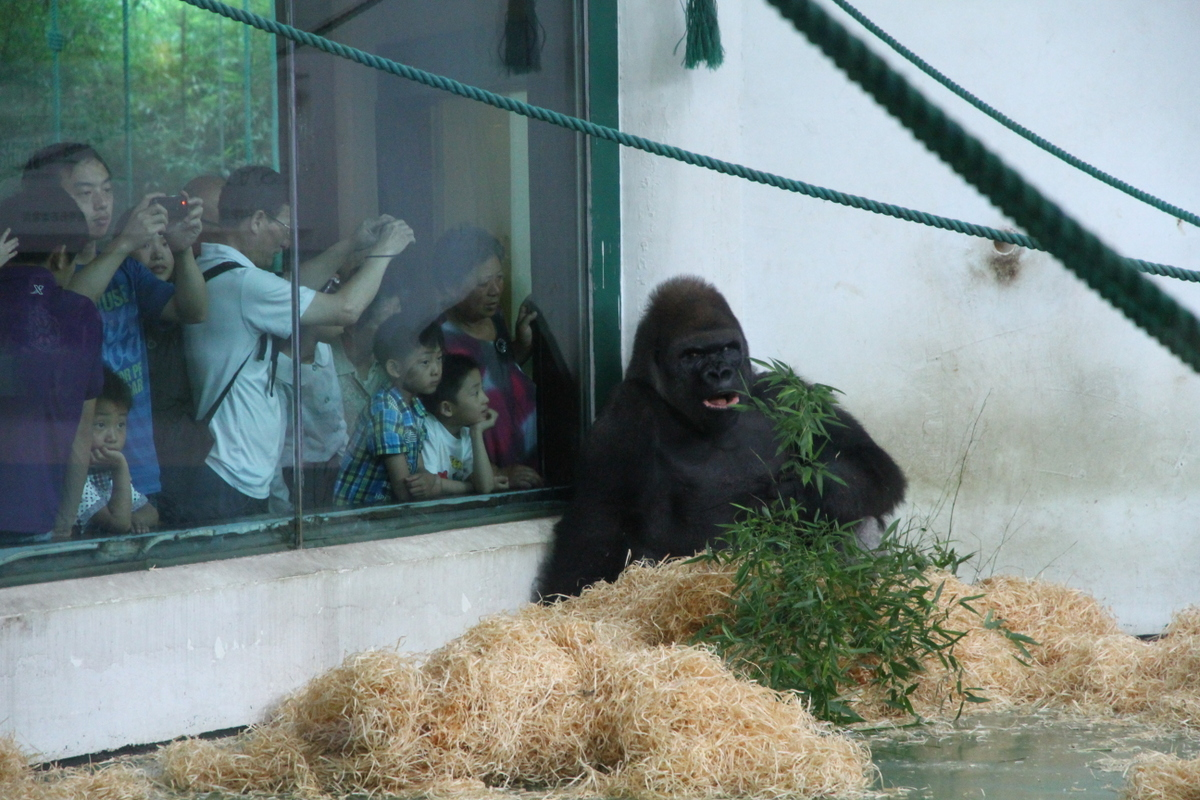
近观大猩猩
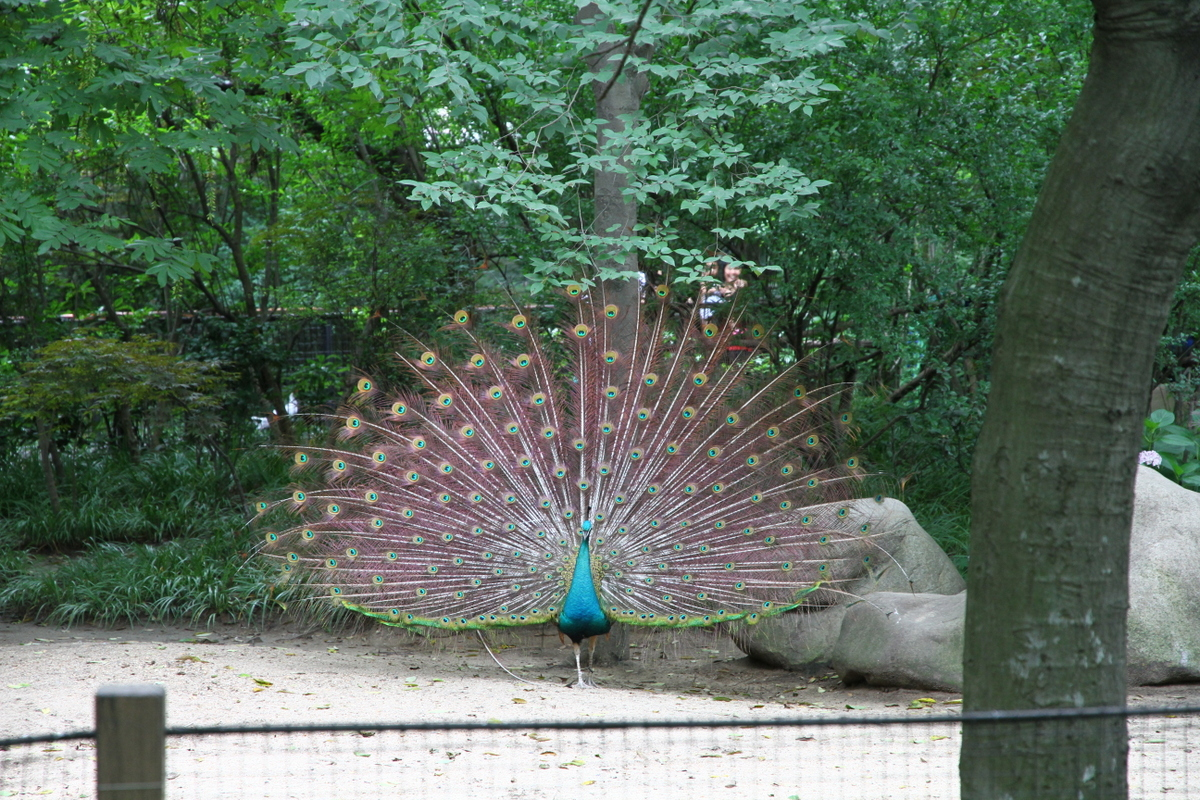
孔雀
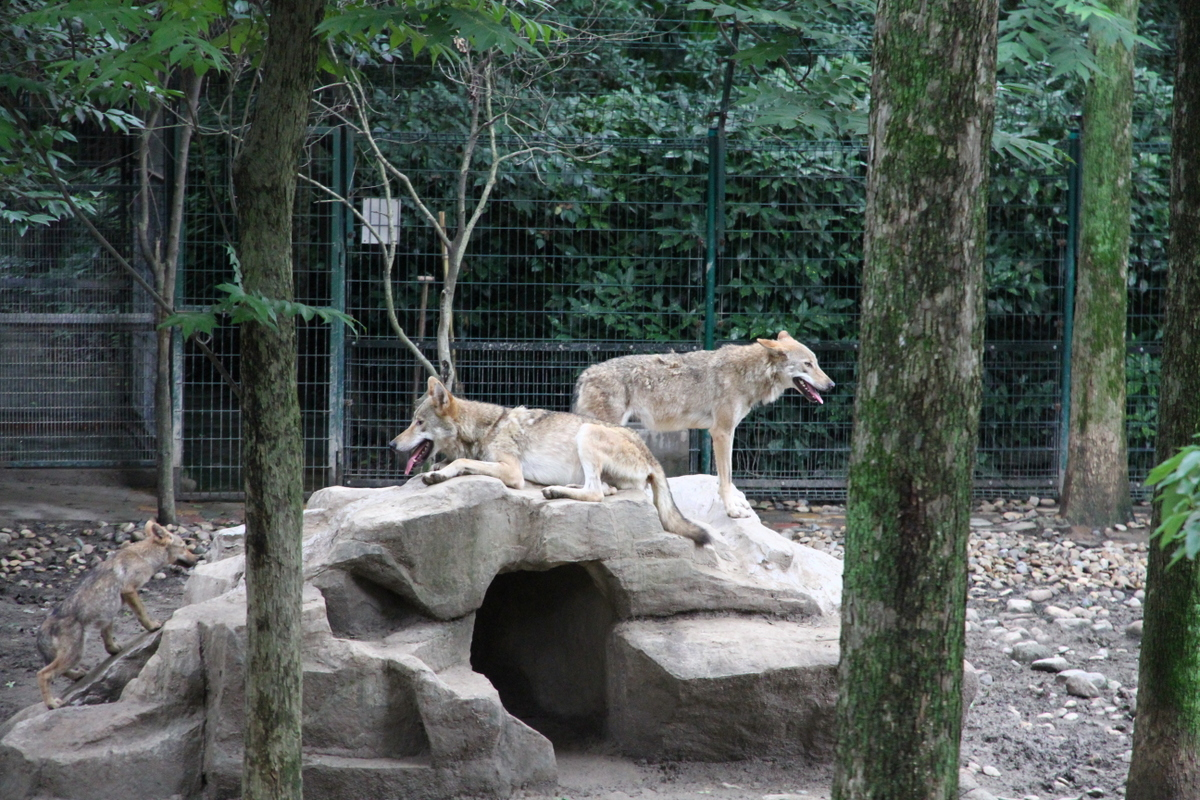
近观狼
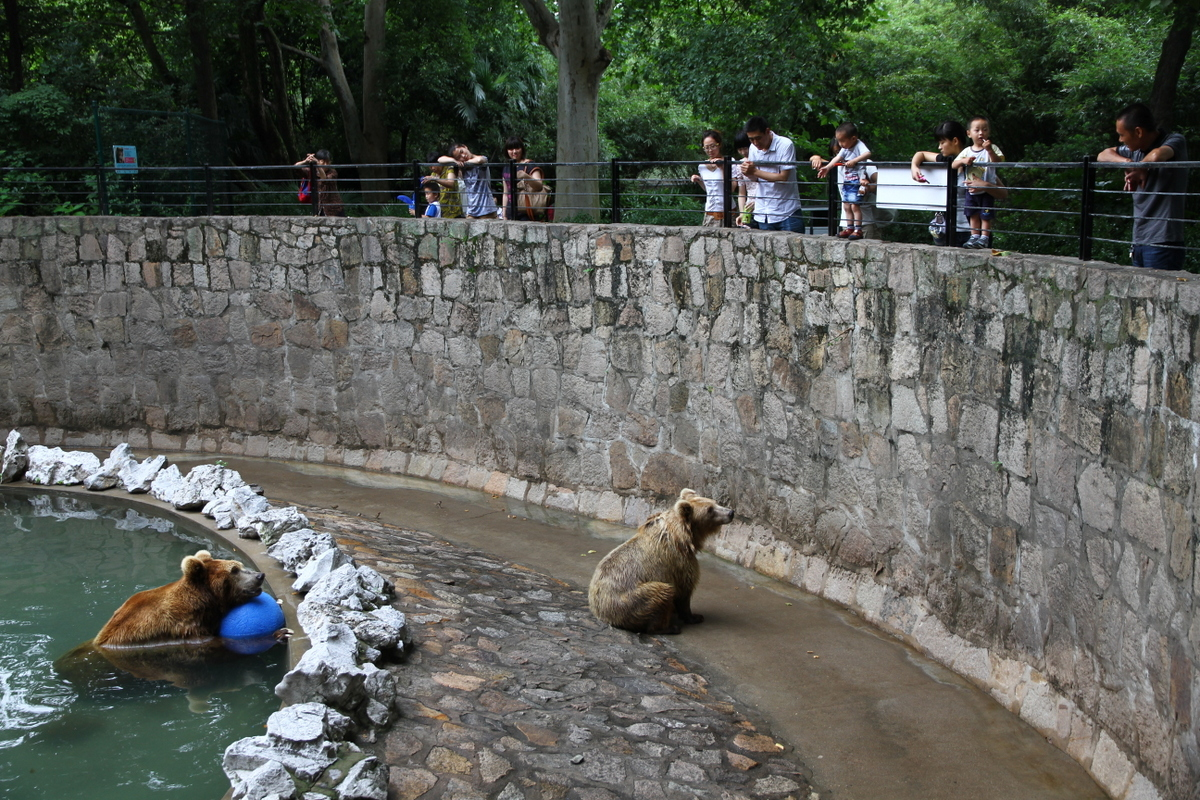
棕熊
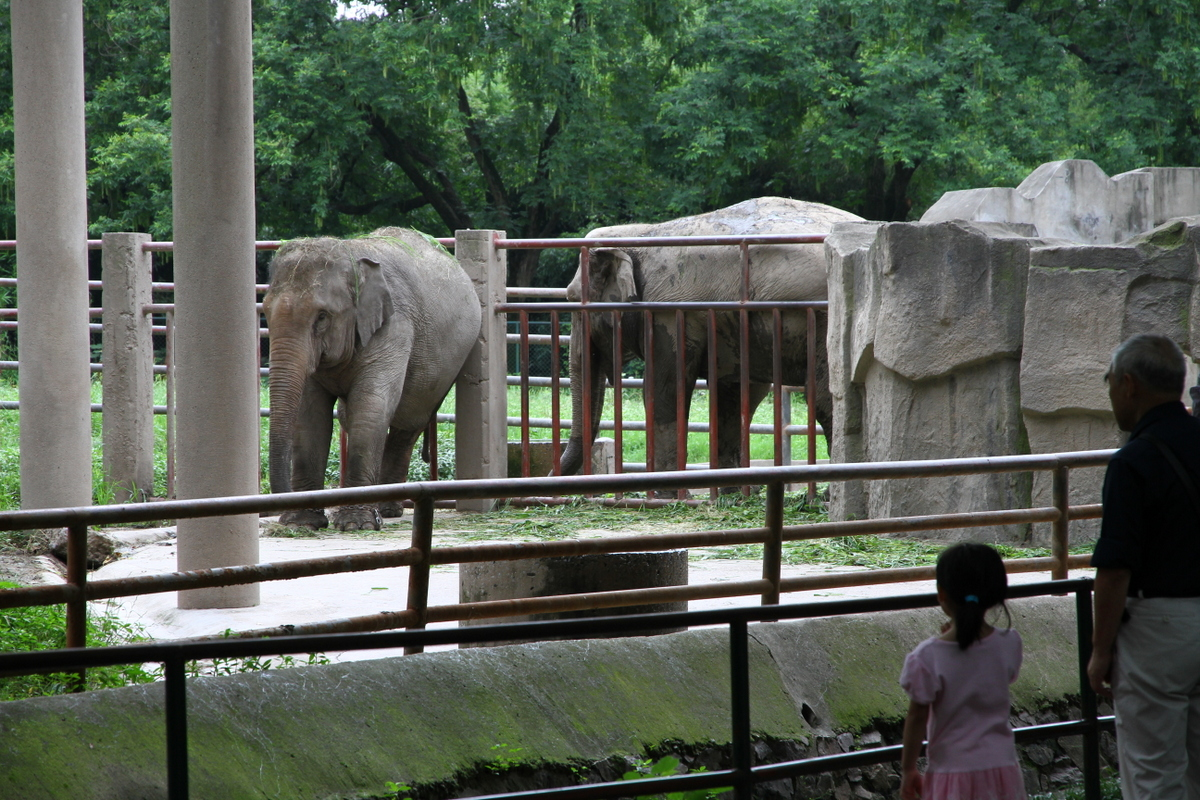
近观大象
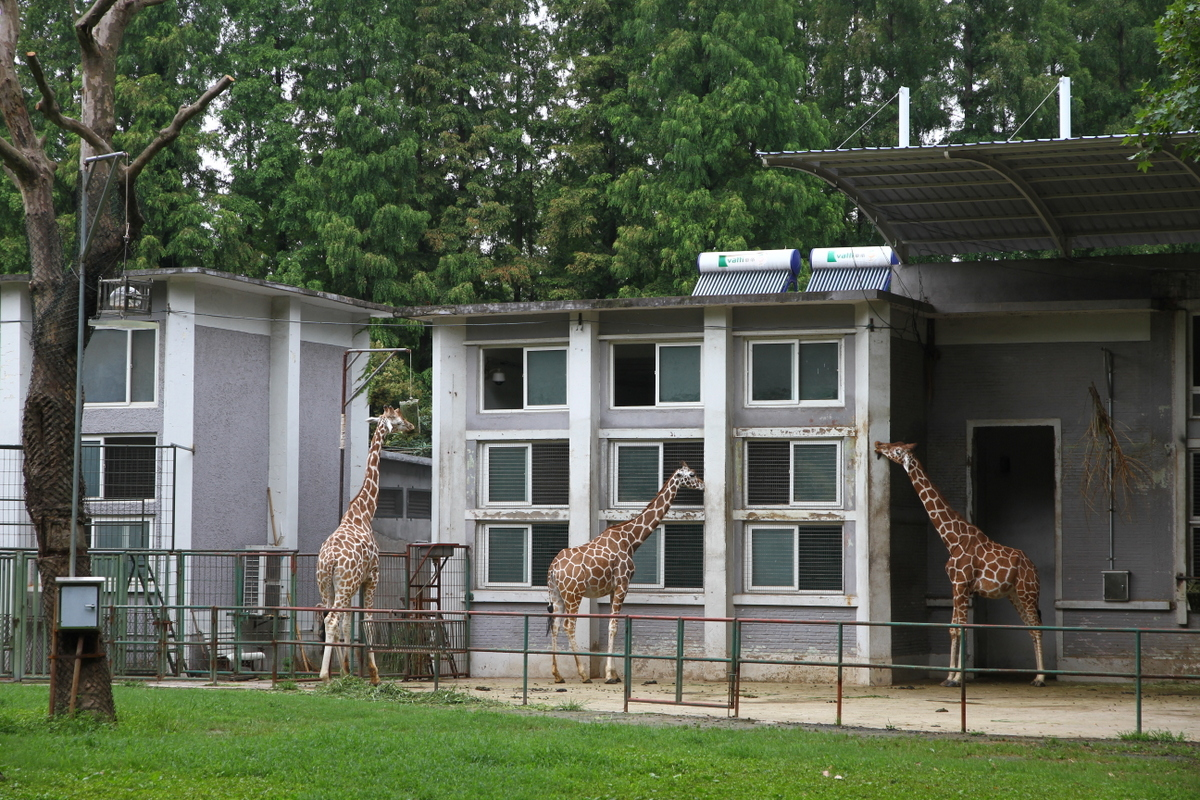
近观长颈鹿
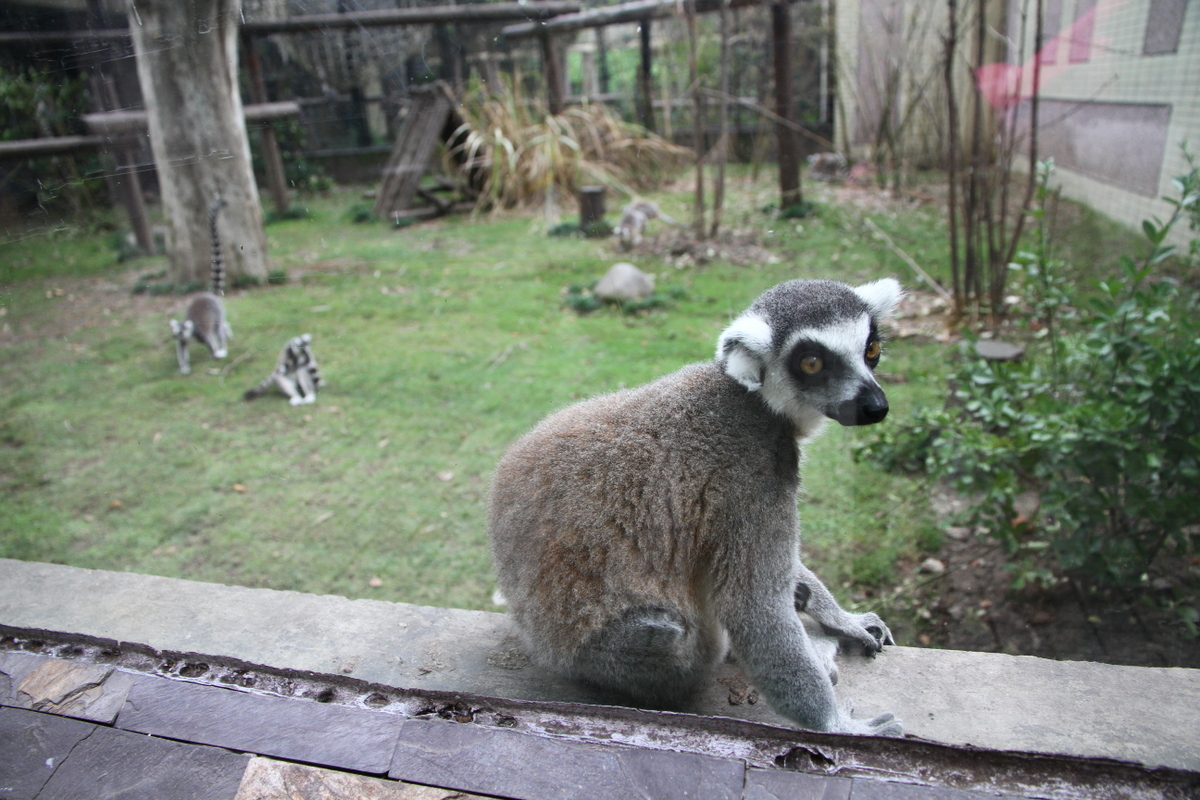
环尾狐猴
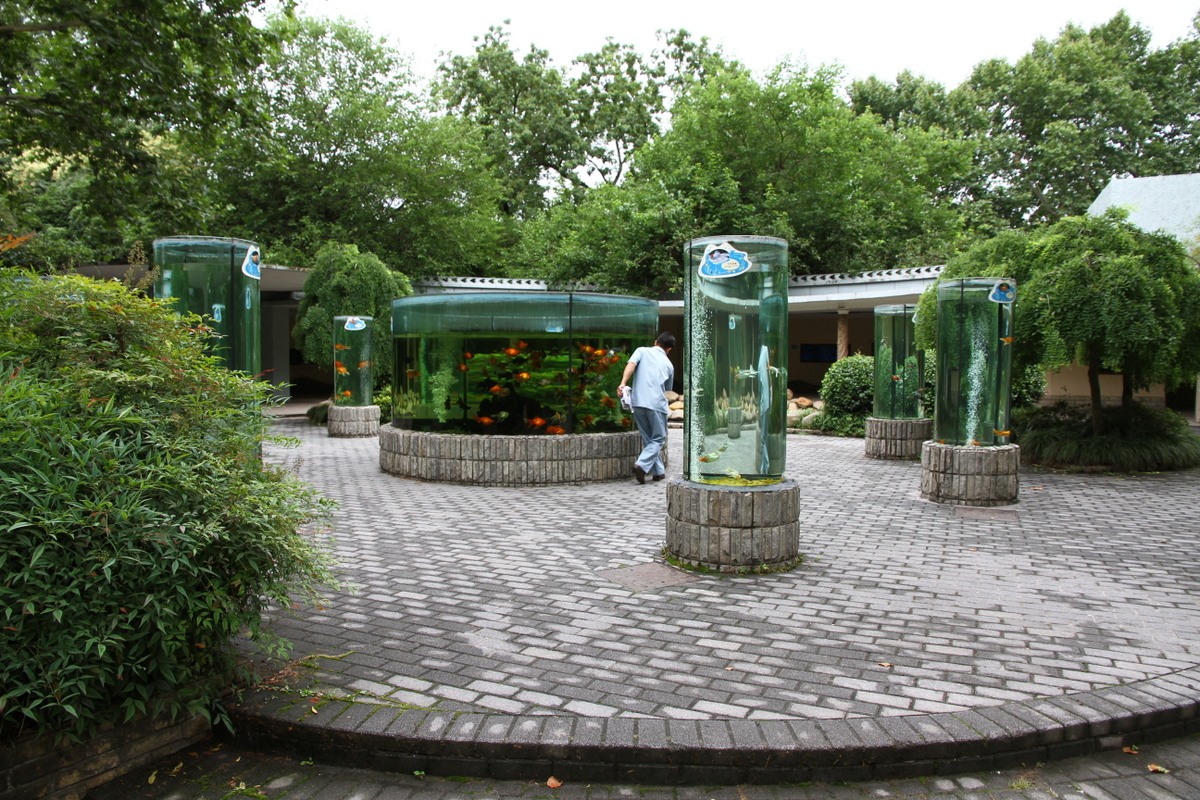
鱼缸
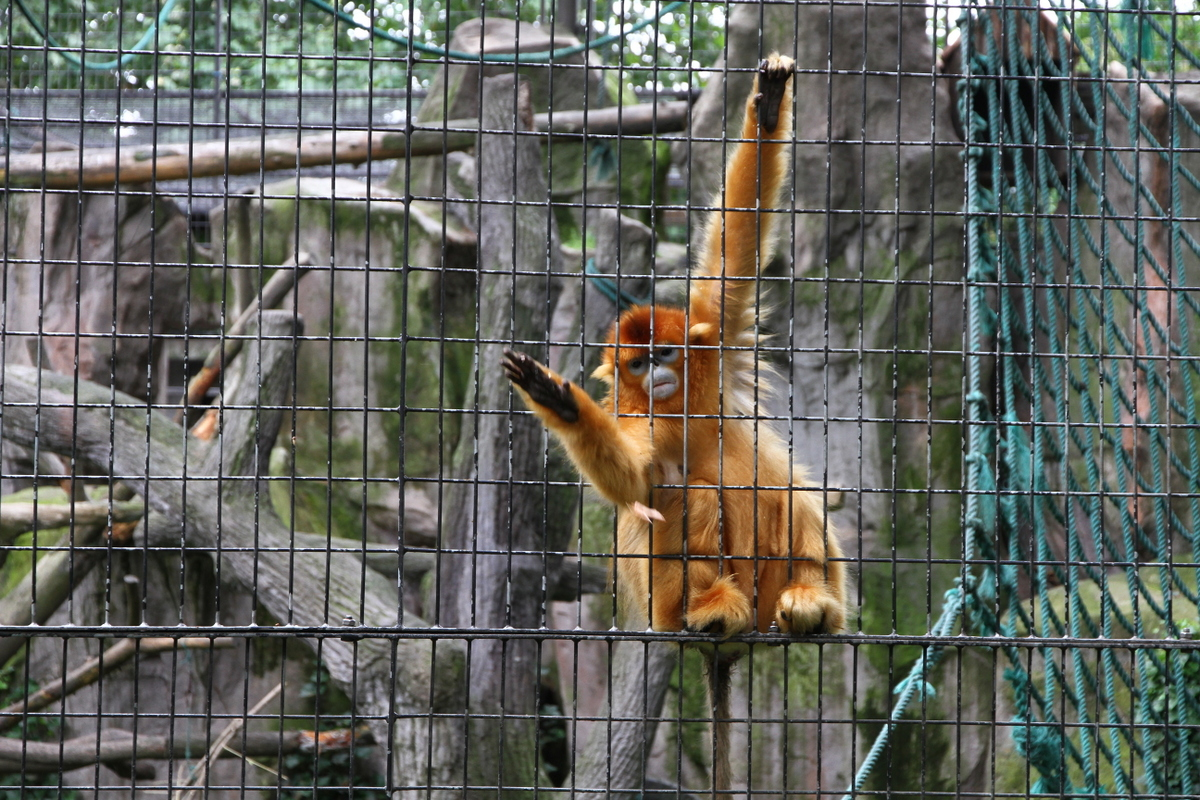
川金丝猴
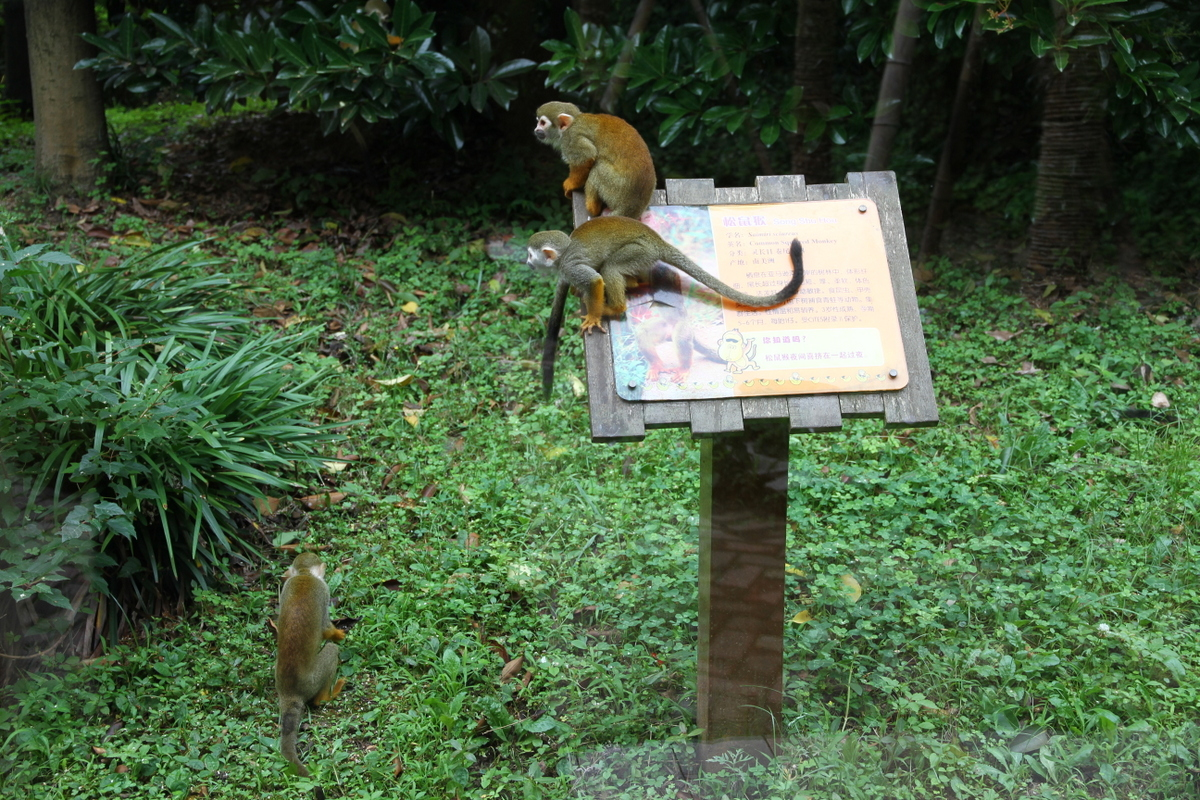
松鼠猴

## 交通线路
- 公交线路

57、91、721、739、807、925、925B、941、虹桥枢纽1路、沪北青专线、上朱线、上朱线（区间）
- 轨道交通

上海地铁10号线上海动物园站

## 周围环境
- 上海虹桥国际机场
- 沙逊别墅
- 龙柏新村